# Demonax annulicornis
Demonax annulicornis es una especie de insecto coleóptero de la familia Cerambycidae. Estos longicornios son endémicos de las islas Aru (Indonesia).
Mide unos 14 mm.